# Mentor Civic Arena
La Mentor Civic Arena è uno stadio del ghiaccio di Mentor inaugurato nel 1982 e ampliato nel 1997. Ha una capacità di 1 600 posti.

## Storia
Il palazzo del ghiaccio venne inaugurato nel 1982. All'epoca aveva una sola pista, un campo da hockey su ghiaccio regolamentare. Nel 1997 la struttura fu ampliata, aggiungendo una seconda pista di dimensioni regolamentari ed una terza pista di dimensioni più ridotte.

## Uso

### Hockey su ghiaccio
Dal 2018 ospita gli incontri dei Mentor Ice Breakers, squadra della Federal Hockey League.
Ospita anche gli incontri delle squadre dei locali college.

### Pattinaggio di figura
Vi si tengono gli allenamenti del Mentor Figure Skating Club e le gare da loro organizzate.